# Paraverrucosa
Genre
Paraverrucosa est un genre d'araignées aranéomorphes de la famille des Araneidae.

## Distribution
Les espèces de ce genre se rencontrent en Amérique du Sud.

## Liste des espèces
Selon World Spider Catalog (version 21.0, 08/04/2020) :
- Paraverrucosa eupalaestra (Mello-Leitão, 1943)
- Paraverrucosa heteracantha (Mello-Leitão, 1943)
- Paraverrucosa neglecta Mello-Leitão, 1939
- Paraverrucosa uzaga (Levi, 1991)

## Publication originale
- Mello-Leitão, 1939 : Araignées américaines du Musee d'histoire naturelle de Bâle. Revue Suisse de Zoologie, vol. 46, p. 43-93.